# 刑偵12

《刑偵12》，是由77工作室製作，香港電視廣播有限公司、企鵝影視聯合出品的時裝警匪懸疑電視劇，由鍾澍佳擔任總監製。演員有林保怡、陳法蓉、張振朗、曹永廉、高鈞賢、張松枝、傅嘉莉、陳自瑤、吳業坤及戴祖儀等。2025年5月19日在翡翠台播出。

## 故事
一連串以「新七大罪」為名的連環凶殺案，揭開社會陰暗面的同時，也將三名主角的過往與人格解離症的心魔逐一撕裂。當法律無法制裁罪惡，「私刑正義」是救贖還是更深沉的罪孽？三人必須在人性與原則的撕裂中，阻止這場社會審判。

## 收視
| 周數 | 日期             | 節目跨平台最高收視率 | 跨平台直播觀看人數 | 來源   |
| ---- | ---------------- | -------------------- | ------------------ | ------ |
| 1    | 5月19日至25日    | 21.5點               | 139萬              | [ 6 ]  |
| 2    | 5月26日至6月1日  | 21.3點               | 138萬              | [ 7 ]  |
| 3    | 6月2日至6月8日   | 19.3點               | 125萬              | [ 8 ]  |
| 4    | 6月9日至6月1日   | 19.5點               | 126萬              | [ 9 ]  |
| 5    | 6月16日至6月22日 | 19.1點               | 124萬              | [ 10 ] |

## 外部連結
- 《刑偵12》25集劇情大綱 - TVB官網
- 《刑偵12》myTV SUPER線上看(粵語)
- 《刑偵12》專區、拍攝花絮、獨家演員專訪
- 《刑偵12》最新消息 - Instagram
- 豆瓣电影上《刑偵12》的資料 （简体中文）